# Katarzyna Myszona-Kostrzewa
Katarzyna Myszona-Kostrzewa – polska prawnik, doktor habilitowany nauk prawnych, nauczyciel akademicki Uniwersytetu Warszawskiego, specjalistka w zakresie prawa międzynarodowego publicznego. 

## Życiorys
Ukończyła studia prawnicze na Wydziale Prawa i Administracji Uniwersytetu Warszawskiego. Jest także absolwentką Brytyjskiego Centrum Angielskich i Europejskich Nauk Prawnych. Otrzymała stypendia Królowej Elżbiety II i Josepha Conrada, dzięki któremu kontynuowała studia doktoranckie na Uniwersytecie w Oxfordzie. W 1999 na Uniwersytecie Warszawskim na podstawie napisanej pod kierunkiem Zdzisława Galickiego rozprawy pt. Status prawny przewoźnika lotniczego w świetle prawa Wspólnoty Europejskiej otrzymała stopień naukowy doktora nauk prawnych w zakresie prawa, specjalność: prawo międzynarodowe. 
W 2012 na podstawie dorobku naukowego oraz rozprawy pt. Nawigacja satelitarna w świetle prawa międzynarodowego uzyskała stopień doktora habilitowanego nauk prawnych w dyscyplinie prawo, specjalność: prawo międzynarodowe publiczne. 
Została nauczycielem akademickim Wydziału Prawa i Administracji Uniwersytetu Warszawskiego, gdzie pełni funkcję kierownika Zakładu Międzynarodowego Prawa Lotniczego i Kosmicznego w Instytucie Prawa Międzynarodowego. Została także sekretarzem naukowym Komitetu Badań Kosmicznych i Satelitarnych Polskiej Akademii Nauk.